# Partíció (adatbázis)
Partíciónak nevezzük a logikai adatbázis, vagy az azt alkotó elemek különálló részre bontását. A particionálás célja általában a jobb menedzselhetőség elérése, a teljesítmény  optimalizálása vagy a rendelkezésre állás javítása.